# Office fédéral des routes
L'Office fédéral des routes, appelé en allemand Bundesamt für Strassen et en italien Ufficio federale delle strade, en abrégé OFROU, est l'un des sept offices du Département fédéral de l'environnement, des transports, de l'énergie et de la communication suisse.
L'Office fédéral des routes (OFROU) a été créé en 1998. Son objectif principal est de garantir le bon fonctionnement du réseau des routes nationales et principales.